# María Escoto
María Fernanda Escoto López (San Juan, 23 marzo 1991) è un'ex pallavolista, dirigente sportiva e allenatrice di pallavolo portoricana.
Gioca nel ruolo di libero.

## Carriera

### Giocatrice

#### Club
La carriera di María Escoto inizia quando per motivi di studio si trasferisce negli Stati Uniti d'America, dove gioca per la Oklahoma, prendendo parte alla NCAA Division I dal 2009 al 2012. 
Nella stagione 2013 inizia la propria carriera professionistica nella Liga de Voleibol Superior Femenino, vestendo la maglia delle Vaqueras de Bayamón, venendo premiata a fine stagione come miglior esordiente; in seguito non firma più alcun contratto, terminando la propria carriera.

### Dirigente
Nel 2013 viene ingaggiata come direttrice delle operazioni dalla Evansville.

### Allenatrice
Nel 2014 torna a far parte del programma della Evansville, questa volta nelle vesti di assistente allenatrice.

## Palmarès

### Premi individuali
- 2013 - Liga de Voleibol Superior Femenino: Miglior esordiente